# Enchousas
Enchousas (también llamada San Pedro de Enchousas o San Pedro da Enchousas y llamada oficialmente San Pedro das Enchousas) es una parroquia y un lugar español del municipio de Somozas, en la provincia de La Coruña, Galicia.

## Entidades de población
Entidades de población que forman parte de la parroquia:
- Cabana (A Cabana)
- A Caxigueira
- Cruz (A Cruz)
- Queiroga (A Queiroga)
- Rúa (A Rúa)
- Enchousas (As Enchousas)
- Lueiras (As Lueiras)
- Vieiteiro (Bieiteiro)
- Campos
- Cardejo (Cardexo)
- Rodeiro (O Rodeiro)
- Areás (Os Areás)
- Bordos (Os Bordos)
- Silvao (O Silvao)
- Rabo de Gato

## Despoblados
- Cabalar
- Viduído (O Biduído)
- Couce (O Couce)
- Enjertados (Os Enxertados)
- Tellado (O Tellado)
- Vilar

## Demografía

### Parroquia
| Gráfica de evolución demográfica de Enchousas (parroquia) entre 2000 y 2019 |
|                                                                             |
| Datos según el nomenclátor publicado por el INE.                            |

### Lugar
| Gráfica de evolución demográfica de As Enchousas (lugar) entre 2000 y 2019 |
|                                                                            |
| Datos según el nomenclátor publicado por el INE.                           |